# Nicolas Delépine
Nicolas Delépine, né le 4 mai 1979 à Angers, est un entraîneur de football féminin français. 

## Biographie
Natif d'Angers, Nicolas Delépine commence sa carrière d'entraîneur avec le Nantes Saint-Herblain, avec qui il est sacré champion de troisième division en 2003.
Il reste ensuite douze saisons au Montpellier HSC en qualité d’entraineur de la réserve, d'adjoint de l'équipe première et même de coach intérimaire en Ligue des champions.
En 2013, il rejoint l'En avant Guingamp comme directeur de la formation en assurant quelques intérims avec l'équipe première. En 2015, il remporte le championnat du Monde scolaire avec son équipe.
En 2019, il rejoint le FC Nantes comme adjoint.
Un an plus tard, il est nommé à la tête du Grenoble Foot 38. En 2023, le Grenoble Foot est relégué en Division 3.
Délépine est nommé à la tête de la sélection nationale d'Haïti en février 2022. En mars 2023, la sélection se qualifie pour la première phase finale de Coupe du monde de son histoire.
Le 8 août 2023, il quitte son poste de sélectionneur.